# Stepok (obwód sumski)
Stepok (ukr. Степок) – wieś na Ukrainie, w obwodzie sumskim, w rejonie sumskim, w hromadzie Krasnopilla. W 2001 liczyła 65 mieszkańców.